# Syndologia

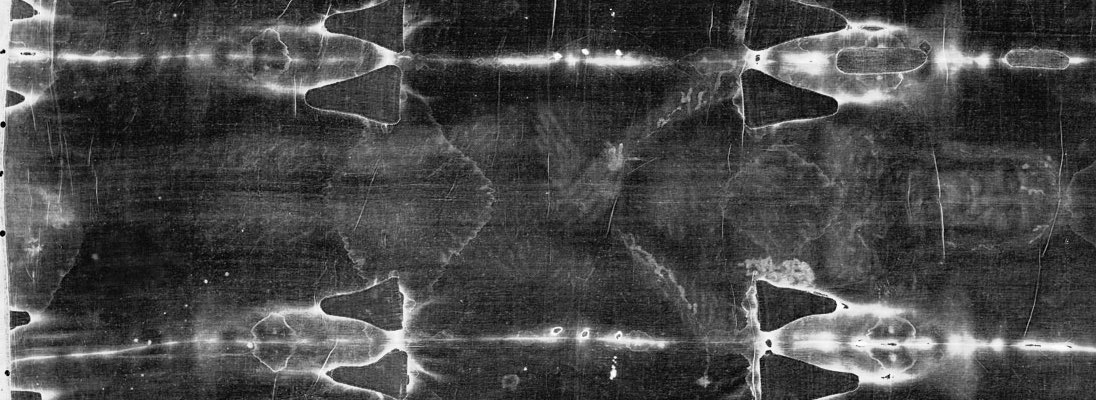
Negatyw zdjęcia całunu turyńskiego

Syndologia, też syndonologia (stgr. σινδών sindṓn – cienka tkanina, zwłaszcza lniana) – nauka zajmująca się badaniami Całunu Turyńskiego (uważanego przez tradycję chrześcijańską za płótno pogrzebowe Jezusa Chrystusa), której celem jest potwierdzenie lub zaprzeczenie jego autentyczności. Powstała na przełomie XIX i XX wieku, po wykonaniu pierwszego zdjęcia Całunu (autorstwa Secondo Pia) w 1898 r. Obejmuje wiele dyscyplin naukowych, między innymi: teologię biblijną, egzegezę biblijną, patrystykę, archeologię biblijną i ogólną, historię Kościoła, prawo hebrajskie i rzymskie, tekstylologię, antropologię, języki orientalne, numizmatykę, chemię, fizykę, medycynę sądową, anatomię, spektografię, optykę, biologię i paleografię.
Pierwsza syndologiczna konferencja naukowa odbyła się latem 1939 w Turynie. 
W 1950 roku w Turynie powstało Międzynarodowe Centrum Syndologii, organizujące kongresy naukowe poświęcone Całunowi. Centrum ma własne archiwum, bibliotekę i muzeum. Wydaje specjalistyczne pismo „Sindon”.
W gronie syndonologów znajduje się kilku Polaków. Jako pierwszy Całunem zainteresował się w latach 30. ubiegłego stulecia Stanisław Waliszewski, lekarz z Poznania. W 1981 roku z inicjatywy Jana Pawła II w Krakowie przy Polskim Towarzystwie Teologicznym powołano Studium Syndonologiczne.